# Malcolm Burrows
Malcolm Burrows (né le 28 mai 1943 à Luton) est un zoologiste britannique et professeur émérite de zoologie à l'Université de Cambridge. Son domaine de spécialisation de recherche porte sur le contrôle neuronal du comportement animal, en particulier celui des petits invertébrés. Certaines de ses recherches examinent les circuits des neurones, des muscles et la mécanique des articulations impliquées dans les mouvements rapides et les sauts des insectes.

## Biographie
Burrows s'inscrit au Jesus College de Cambridge en 1961 et travaille sur son doctorat sous la direction d'Adrian Horridge (en) au Gatty Marine Laboratory. Il travaille avec Melvin Cohen à l'Université de l'Oregon sur les mécanismes de frappe des crevettes mantis. Il travaille également avec Dennis Willows sur les pièces buccales du crabe et travaille ensuite sur la locomotion des criquets à l'Université d'Oxford et à l'invitation de Torkel Weis-Fogh, retourne à Cambridge. Il est rédacteur au Journal of Experimental Biology . Il prend sa retraite en tant que chef du département de zoologie de Cambridge après 15 ans en septembre 2010. Il reçoit la médaille Frink en 2004.
Il publie La neurobiologie d'un cerveau d'insecte en 1996.

## Travaux
En 2013, Burrows et Gregory Sutton décrivent le mécanisme d'engrenage utilisé dans le mécanisme de saut des nymphes de la punaise Issus .
- "Contrôle neuronal et coordination du saut chez les insectes grenouilles", J Neurophysiology 97: 320-330
- "Les insectes grenouilles sautent vers de nouveaux sommets", Nature 42: 509